# آریاکه کولوسئوم
آریاکه کولوسئوم (انگلیسی: Ariake Coliseum) سالن سرپوشیده ورزشی در توکیو، ژاپن است.
این سالن که در سال ۱۹۸۷ تأسیس شده دارای ۱۰٬۰۰۰ نفر ظرفیت می‌باشد و برای ورزش‌های بوکس، تنیس، بسکتبال و والیبال مورد استفاده است.
این سالن میزبان مسابقات تنیس المپیک توکیو ۲۰۲۰ بوده‌است.

## نگارخانه

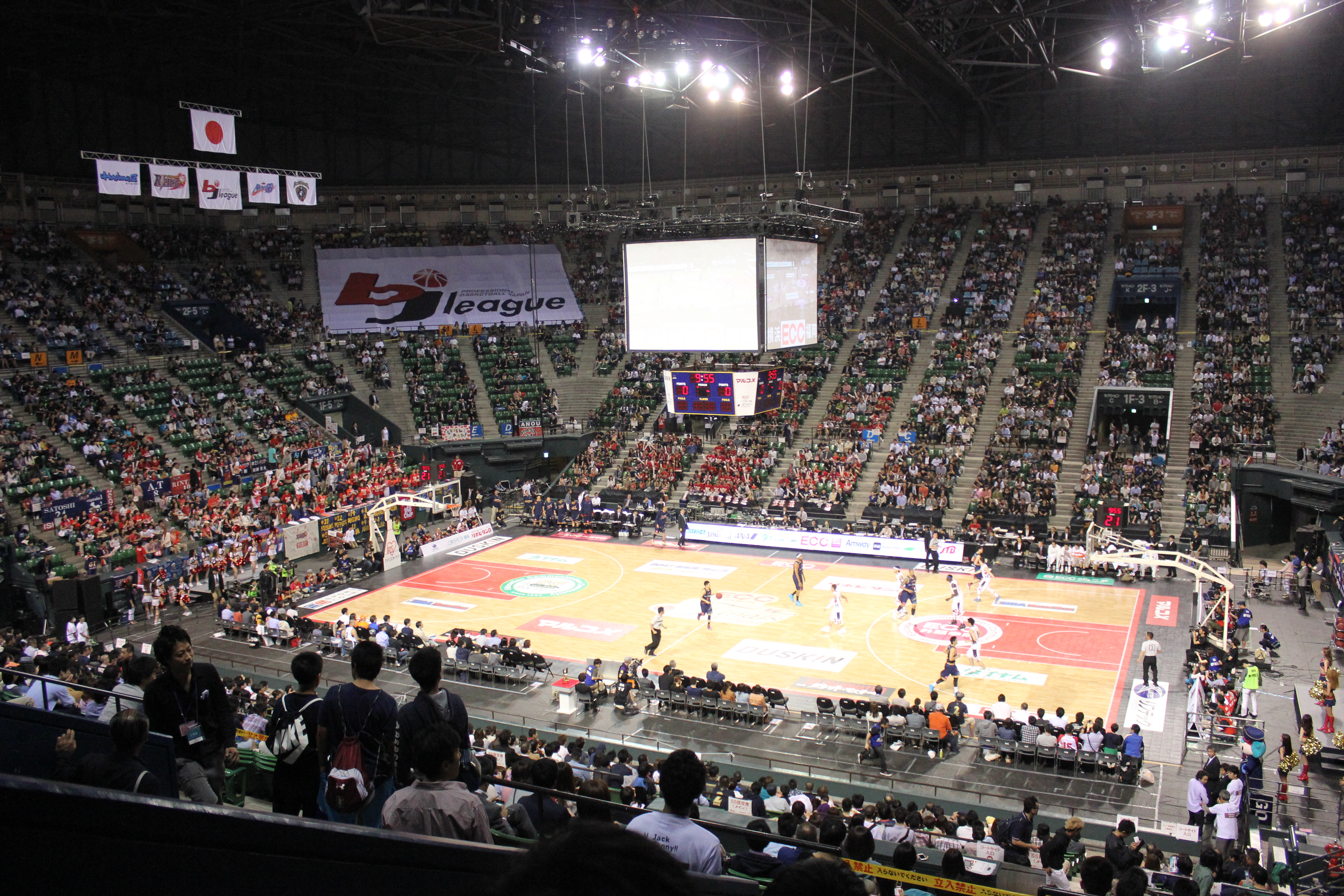
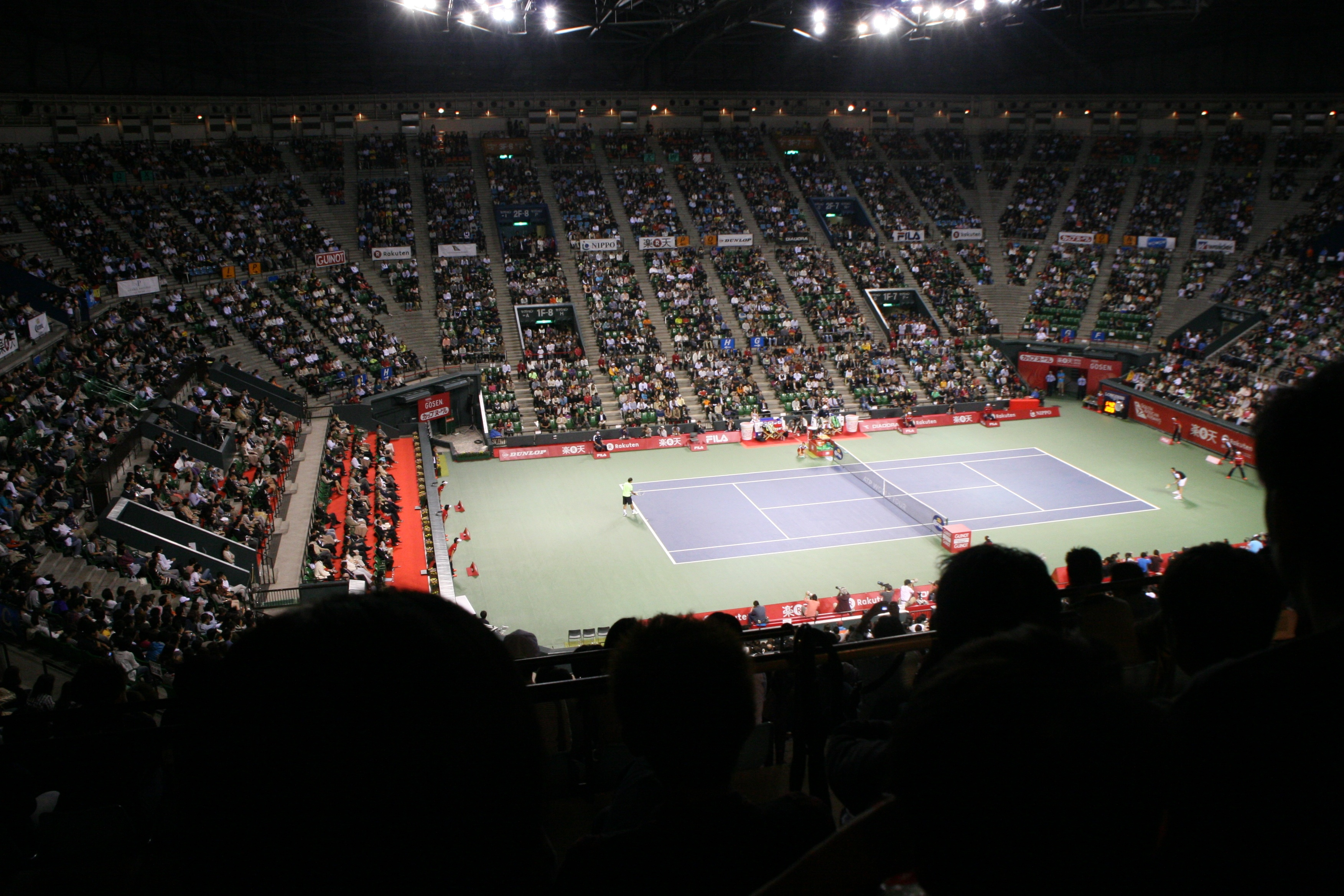
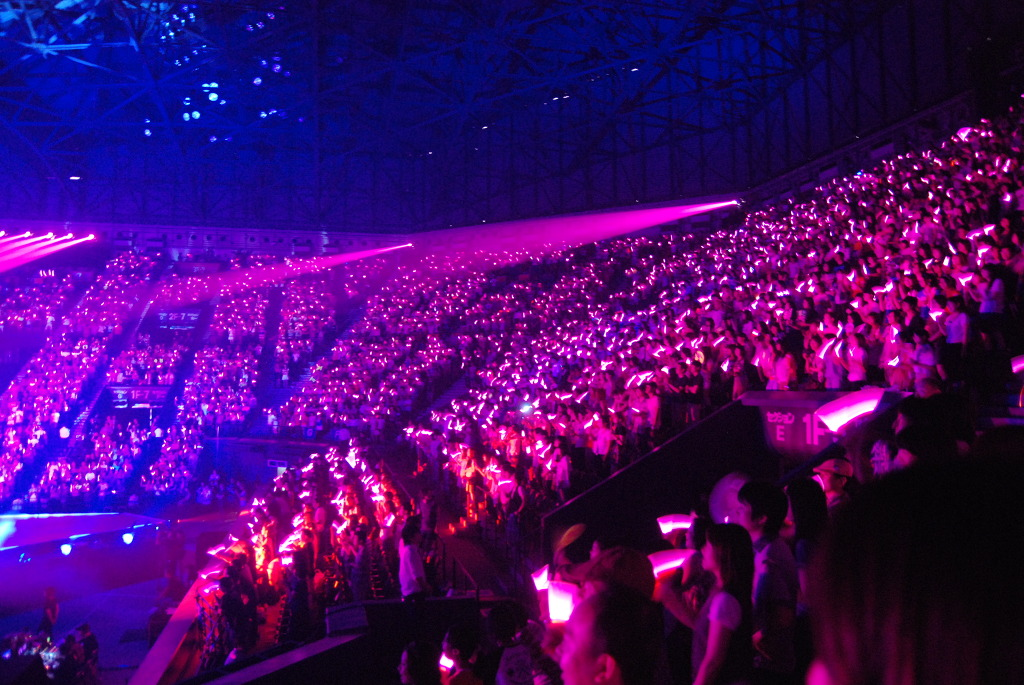